# گوستاوو بو
گوستاو بو (انگلیسی: Gustavo Bou؛ زادهٔ ۱۸ فوریهٔ ۱۹۹۰) بازیکن فوتبال اهل آرژانتین است.
از باشگاه‌هایی که در آن بازی کرده‌است می‌توان به باشگاه فوتبال ریور پلاته، باشگاه فوتبال ال‌دی‌یو کیتو، باشگاه فوتبال جیمناسیا لاپلاتا، و باشگاه فوتبال راسینگ کلوب آویاندا اشاره کرد.